# Green Deal
Ne doit pas être confondu avec Green New Deal ou Pacte vert pour l'Europe.
Le Green Deal est un plan gouvernemental britannique officiellement lancé en janvier 2013, qui vise à permettre aux consommateurs d’améliorer l’efficacité énergétique de leurs habitations par un système de prêts remboursés par les gains d’énergie réalisés. Cette mesure introduit notamment le concept du tiers-financement dans le droit britannique et une « règle d’or » disposant que le montant du remboursement ne peut excéder le total des gains promis.

## Historique
Annoncé en 2010 par David Cameron, le Green Deal fait partie de l'Energy Act adopté par le Royaume-Uni l'année suivante. Il vise à répondre à la précarité énergétique du parc immobilier britannique, l'un des plus anciens et des plus mal isolés d'Europe, car construit essentiellement dans les années 1960 et 1970.
Le plan doit permettre la rénovation de 14 millions de logements d'ici à 2020 et 25 millions en 2030 en évitant de grever le budget de l'État puisque le financement de la rénovation du parc privé est transféré aux entreprises et son remboursement aux occupants. Selon le ministre de l'Énergie Greg Barker, le Green Deal doit soutenir 60 000 emplois en isolation en 2013, contre 26 000 en 2012. Il devrait permettre de baisser de 11 % la facture des ménages d'ici 2020.
En juin 2013, la Commission européenne annonce que les 700 millions d’euros d’aides d’État prévues dans le cadre du Green Deal sont compatibles avec les règles du marché unique.

## Fonctionnement
Tout particulier ou entreprise peut solliciter un audit de son bâtiment auprès d’un « Green Deal assessor ». Le rôle de cet expert est d’évaluer précisément les travaux qui peuvent être entrepris pour en améliorer l’efficacité énergétique : double vitrage, isolation, rénovation du matériel électrique ou installation d’une unité d’énergie renouvelable indépendante, etc.
Son diagnostic permet de délivrer un certificat (« Green Deal Plan ») qui autorise l’occupant à s’adresser ensuite à un industriel spécialisé qui lui proposera un devis. Toutes les composantes des travaux doivent être labellisées « Green Deal » (y compris les plombiers locaux qui peuvent les mettre en œuvre) et le prix du chantier ne peut pas excéder le montant total des économies d’énergie qui seront ainsi réalisées en 25 ans (« règle d’or »).
Le dispositif ECO (Energy Company Obligation), financé par les énergéticiens à hauteur de 1,3 Md£ par an, est destiné aux ménages qui ne peuvent atteindre sans aide les économies d’énergie nécessaires pour respecter la règle d’or.

## Spécificités

### Le tiers payeur
Les travaux sont payés grâce au tiers financement, c’est-à-dire par un « tiers payeur » qui n’est pas l’occupant du bâtiment ni l’entreprise qui réalise les travaux. Il s’agit d’un intermédiaire reconnu par la «  Green Deal Finance Company  », un consortium rassemblant plusieurs organismes bancaires mais aussi de grandes chaînes de distribution sous la houlette de la Green Investment Bank. Opérationnelle depuis octobre 2012, celle-ci dispose de 3 milliards de livres jusqu’en mars 2015 pour attirer les fonds privés vers les investissements en faveur de la transition énergétique.

### Le paiement par l’occupant
L’occupant du bâtiment rembourse progressivement le tiers payeur grâce aux économies réalisées par la baisse de sa facture énergétique. Le montant est prélevé directement par le fournisseur d’énergie .
La « créance » est rattachée au logement et à son compteur, c’est-à-dire à l’occupant et non pas directement au propriétaire ou au locataire. C’est donc sur la facture de l’occupant du logement que sont prélevés les remboursements, ce qui permet de le responsabiliser. Il ne participe à cet investissement qu'aussi longtemps qu'il reste dans le bâtiment concerné. Lors de son déménagement, c'est le nouvel occupant qui prend le relais .

## Résultats
Ouverts dès le mois d’octobre 2012, les audits permettant de connaître la consommation d’énergie au sein d’un bâtiment et ainsi d’évaluer le potentiel d’économies réalisables commencent à être demandés que le mois suivant. Seuls cinq avaient été conduits au 28 janvier 2013.
Les premières statistiques publiées en juin 2013 par le ministère de l’Énergie    pour les six premiers mois du « Green Deal » se sont avérées décevantes : 38 259 audits ont été menés, 245 bâtiments ont reçu le label « Green Deal Plan » et seulement 4 chantiers ont été lancés. Le chiffre serait de 145 000 pour l’année 2013 .

## Critiques
Ces résultats mitigés s’expliquent par la faible connaissance du grand public pour ce mécanisme (98 % des Britanniques ignoraient en quoi consistait le Green Deal en janvier 2013), par ailleurs jugé trop complexe, mal ciblé et peu incitatif :
- Malgré le système de guichet unique, du diagnostic au remboursement des travaux sur les économies d’énergie, la complexité affleure avec les multiples opérateurs qui existent en Grande-Bretagne. La capacité des occupants à changer d’opérateur implique ainsi un transfert de créance s’il venait à en changer, transfert encore mal défini légalement, ce qui inquiète les tiers-investisseurs [8].
- Le Green Deal pourrait encourager un éventuel « effet rebond », c’est-à-dire que les utilisateurs sont incités à consommer plus d’énergie lorsque leur facture d’électricité baisse [11].
- Le coût est trop élevé : le diagnostic original est facturé jusqu’à 150 £ et le taux d’intérêt pratiqué atteint les 7 %, deux éléments qui peuvent décourager les consommateurs. En juillet 2013, le UK Green Building Council publiait un rapport [12] suggérait d’utiliser la fiscalité, notamment la taxe d’habitation, pour pousser les ménages à l’action avec un système de bonus/malus selon l’efficacité énergétique du bâtiment.
- Les gains sont trop faibles : les économies réalisées par un foyer sur sa facture d'électricité après l'amélioration de l'isolation dépassent difficilement 300 euros par an. Ceci implique un retour sur investissement très étalé dans le temps, ce qui a contraint le gouvernement britannique à annoncer le versement de 150 millions d'euros d'aide directe pour participer au financement des travaux pendant les premiers mois. L'aide pourra atteindre 1 000 euros par logement [13].
- La règle d’or est menacée par une hausse de la TVA sur les travaux de rénovation ainsi que par une hausse du coût de l’énergie.

Début 2020, dans le contexte de la pandémie de Covid-19, Andrej Babiš, Premier ministre tchèque, affirme que « l’Europe devrait maintenant oublier le Green Deal et se concentrer sur le combat contre le coronavirus ».

## En France
Lors de la conférence environnementale de septembre 2012, le président François Hollande avait annoncé vouloir « mettre aux normes énergétiques un million de logements par an »  soit 500 000  constructions et 500 000  rénovations. Le Green Deal est une source fréquente d’inspiration et de comparaison avec la France. Dans une note sur la rénovation énergétique des logements, le think-tank Terra Nova recommandait d’ailleurs de reprendre certaines mesures du plan britannique.
Les audits réalisés dans le cadre du « Green Deal » s’apparentent au diagnostic de performance énergétique mis en place en France en 2007 et imposant une évaluation de la consommation lors de toute location ou vente d'un bien immobilier, dans le cadre large des certificats d’économie d’énergie.
Le tiers-financement est une des recommandations du rapport sur les « financements innovants de l’efficacité énergétique » présenté en février 2013. Défini par la loi ALUR de Cécile Duflot, le tiers-financement doit encore voir son périmètre précisé par un décret, mais les acteurs de la vente ou la revente d'énergies en sont d'ores et déjà expressément exclues, les banques craignant une atteinte à leur monopole.

## Nations Unies
En pleine crise de 2008 l'ONU, via le Programme des Nations Unies pour l'environnement a commandé à Edward B. Barbier un rapport constituant la base de son nouvel accord mondial vert pour stimuler la reprise économique et créer des emplois ; ce projet de Global Green New Deal doit selon ce rapport pouvoir être financé selon le Principe Pollueur/payeur et en supprimant les subventions aux énergies fossiles et au développement non durable. Le FMI a estimé que supprimer les distorsions de la tarification des combustibles dues aux subventions des énergies fossiles réduiraient les émissions mondiales de carbone de 21 %, réduiraient la consommation de combustibles de 55 % et généreraient des recettes supplémentaires ou 4 % du PIB mondial d’ici 2013, lesquelles recettes pourraient être affectées au Global Green New Deal selon  Edward B. Barbier.

## États-Unis
Début 2019, avec les élections de mi-mandat qui ont redonné du poids aux démocrates contre l'administration Trump, au début du 116ème Congrès américain, une coalition pourrait à nouveau porter un ambitieux projet de Green New Deal sous la forme d'un plan décennal visant à s'éloigner des industries polluantes, à adopter une trame verte, des infrastructures vertes et produire 100 % d'énergies renouvelables toute en améliorant ainsi les perspectives américaines de l'emploi.